# Iglesia de San Juan Bautista (Jaén)
La iglesia de San Juan Bautista, es sede de la Parroquia de San Juan y San Pedro, situada en la ciudad española de Jaén, es uno de los templos más antiguos de la misma, los investigadores lo vienen datando en la segunda mitad del siglo XIV.
En este templo es sede canónica de la Real e Insigne Congregación del Santo Sepulcro y de Siervos de la Orden Tercera de Nuestra Señora de los Dolores, que realiza su estación de penitencia en el Viernes Santo de la Semana Santa de Jaén, y de la Primitiva, Muy Ilustre y Real Cofradía de Nuestra Señora del Carmen, así como, de los grupos parroquiales de la Santísima Trinidad y la Obra Pía de Nuestra Señora del Tránsito.

## Localización
Se encuentra ubicada en pleno barrio de la judería, un rincón del casco antiguo. La fachada principal abierta a la plaza de San Juan, las laterales calles de San Juan y San Antón, y el ábside sobre la calle Martínez Molina.

## Historia

### Iglesia primitiva
El templo se construyó en la segunda mitad del siglo XI sobre una antigua mezquita, prueba de ello es la existencia de los restos de un alminar musulmán en la calle Martínez Molina, a espaldas del templo.
A finales del siglo XVIII, en su cripta se encontraron restos de un cementerio romano, por lo que allí estuvo una de las puertas de la muralla romana, pues estas fortificaciones tenían cuatro y a las afueras de cada una, un cementerio. Los otros dos encontrados se ubican, uno cerca de la Puerta del Sol, y el otro cerca de la Puerta de Martos. 
Según el censo de 1595 pertenecían a ella 606 viviendas con un total de 2908 feligreses. Actualmente su jurisdicción pastoral se extiende sobre una población aproximada de más de 4000 personas. 
En el interior el altar mayor estaba presidido por un retablo muy similar a los que dispusieron para las capillas catedralicias los arquitectos Manuel Martín Rodríguez y Gregorio Manuel López, donde figuraban las imágenes de San Juan Bautista y San Juan Evangelista, y se coronaba con un lienzo de la Santa Cena. Las paredes del presbiterio las decoraban once pinturas de diversos temas. El patronato de esta capilla lo tenía la familia Coello de Portugal.
A la izquierda del altar mayor se abría una amplia capilla cedida en 1695 y reedificada en 1726 por Juan Manuel de Bonilla y Olivares, en ella se ofrecían a la devoción de los fieles a la Congregación del Santo Sepulcro, ocupando el camarín la Virgen de los Dolores. Al otro lado había un retablo dorado con una imagen de San Jacinto coronada con una diadema de plata, flanqueada por dos imágenes del Niño Jesús y la Purísima Concepción.
En el cuerpo de la iglesia se alzaban varios altares de concurrida devoción como pudieran ser los de San Antón, San Félix de Valois, San Juan de Mata, Nuestra Señora de la Encarnación o San Sebastián, además de un lienzo de Ánimas. El coro disponía de un gran órgano con trompetería horizontal, la sacristía se dotaba de hermosas cajoneras de nogal en donde se encontraba un Santo Cristo con dosel encarnado y algunas pinturas entre las que sobresalían una de la Transfiguración, de Santiago o San Juan Bautista. Aneja a la iglesia hubo una sala destinada a juntas y cabildos por parte de la Venerable Universidad de Priores, institución corporativa cuyos estatutos se aprobaron en febrero de 1400, y renovados en 1705. 
La sala disponía de una mesa y siete escaños de nogal y estaba presidida por un lienzo del Crucificado, a cuyos lados colgaban otros dos de San Nicolás y de Todos los Santos. También había un arca de nogal para guardar los caudales y un armario de pino donde se almacenaba el riquísimo archivo de la Universidad, hoy integrado en el Histórico Diocesano.
En el arreglo parroquial realizado en junio de 1843, que dejó a la capital con tan solo cinco parroquias, la de San Juan fue suprimida, quedando el templo con la condición de iglesia auxiliar de la parroquial de San Pedro y el culto atendido por uno de sus coadjutores.

... la iglesia de San Juan, en la plaza de su nombre, hoy ayuda de la parroquia de San Pedro, es muy antigua en su construcción. 
Está dividida en tres naves formadas por columnas parecidas a las corintias, pero muy restauradas y convertidas en pilares cuadrados. Las bóvedas góticas y los aristones graciosos(...) ...
Diccionario geográfico-estadístico-histórico de España y sus posesiones de Ultramar, Pascual Madoz.

En un principio era parroquia de San Juan, pero dejó de serlo en 1753, para volver, junto con la advocación de San Pedro, a partir de 1907, como consecuencia del derrumbamiento de la desaparecida Iglesia de San Pedro.

### Abandono y nuevo templo
Durante la segunda mitad del siglo XIX se sumió en el olvido, sin apenas consideración hacia sus valores históricos y artísticos. 
La guerra civil dañó seriamente el templo, bajo él se adecuaron las criptas funerarias para que sirvieran de refugio antiaéreo y buena parte de su ajuar mueble ardió en una hoguera en la misma plaza, y en sus dependencias se instaló la emisora "Radio Telégrafos" de la Andalucía republicana con la misión de interferir las emisiones de la popular Radio Sevilla.
En 1952 fue declarada en ruina, trasladándose el culto al cercano Real Monasterio de Santa Clara. El interior fue demolido, sustituyéndose por una estructura de hormigón armado. Así este nuevo templo carente de la menor relevancia arquitectónica, se reabrió al culto el 29 de mayo de 1956.

... San Juan no conserva de lo antiguo, en su fachada, sino una simple ojiva sobre una puerta moderna; tiene en el interior cuatro pilares cuadrados, sin basa ni capitel, que la dividen en tres naves y sostienen los arcos apuntados en que descansan las bóvedas (...) El presbiterio, separado del cuerpo del templo por seis gradas, apenas presenta nada notable sino la forma octógona de la bóveda y la complicación de sus claves y aristas con las que formó el autor estrellas, quizás con el objeto de imitar en la construcción de su obra la bella techumbre de los cielos...
Francisco Pi y Margall.

Ya en la década de los ochenta, con la loable intención de mejorar la contradictoria visión que ofrecía el templo, se realizaron de la mano del arquitecto Luis Berges Roldán unas obras que pretendían armonizar el conjunto por su inedudable relevancia histórica. Por decreto, el obispo Don Miguel Peinado Peinado, el 17 de mayo de 1985 decidió que la parroquia llevase la denominación canónica de "Parroquia de San Juan y San Pedro".

## Arquitectura

### Exterior
En sus orígenes tuvo traza gótica, sufriendo diversas transformaciones. La fachada principal, bastante irregular, no es la original derruida en un incendio en el siglo XVIII, y de la que solo queda un gran arco apuntado y una espadaña en el ángulo izquierdo con restos de molduras de gótico isabelino.
Debido a su precaria construcción, el acusado desnivel sobre el que se levanta y el abandono por parte de la ciudad, el edificio quedó en ruina durante los años 1940-1950, lo que llevó, drásticamente, a demoler el interior del templo, dejando en pie solo los muros perimetrales y configurando un nuevo espacio arquitectónico, donde la antigüedad del exterior contrasta con la funcional modernidad interior.
Tanto esta iglesia, como su plaza de San Juan y las calles adyacentes, se cree que eran descampados de gran pendiente y de huertos que estarían fuera de los límites de la vieja ciudad iberorromana y que los edificios que aparecen a finales del siglo XI, no son sino la expansión urbana que sufre la ciudad en esta época.

### Interior
Su interior es muy funcional, no queda ningún resto de la construcción antigua. Destacan las imágenes del grupo escultórico del Calvario, ubicadas en el presbiterio tras el altar mayor. Esta datado en el siglo XVI, de un valor artístico inconmensurable, adjudicado a Sebastián de Solís, formado por Cristo muerto en la cruz, a ambos lados el buen ladrón, San Dimas, y el mal ladrón Gestas, y a sus pies el apóstol San Juan, y que se exponen en el presbiterio del templo junto a María Santísima del Silencio, atribuida a José de Medina, de mitad del siglo XVIII y donada por los condes de Humanes en 1966. En el altar mayor se exponen unas tablas policromadas pertenecientes a la desaparecida pila bautismal del siglo XVII o XVIII que actualmente se encuentra en proceso restauración.
Asimismo se encuentra la talla de Nuestra Señora de los Dolores, obra también de Sebastián de Solís en 1579, popularmente conocida por ser una de las dolorosas más bellas de la Semana Santa de Jaén; una escultura toda de talla en pie de la Virgen del Carmen, data del año 1949, ya que la imagen primitiva fue bárbaramente destruida en 1936, a consecuencia de la guerra civil española, y su autor José Navas-Parejo, cuya festividad principal es el 16 de julio, con imposición de escapularios y procesión; y una imagen de la Dormición de la Virgen.
|                                |
| Nuestra Señora de los Dolores. |

|                                          |
| Misterio del Calvario en el presbiterio. |

|                                 |
| Virgen del Carmen en procesión. |

|                      |
| Virgen del Tránsito. |

## Torre del Concejo
En el conjunto de la Iglesia destaca una torre anexa de planta cuadrada y líneas severas, llamada Torre del Concejo, con una campanade bronce del siglo XVI de un metro de diámetro. En dicha torre figura el reloj oficial de la ciudad, dependiente del municipio. Antiguamente, junto a la iglesia se encontraba el Ayuntamiento, por lo que la campana, con leyenda en caracteres góticos y cruz labrada, se tocaba para convocar a los ciudadanos en momentos solemnes, para dar los turnos a los regantes de las huertas que existían próximas a la urbe o para avisar de la eminencia de ataques de los musulmanes granadinos. Si el peligro atañía a la propia ciudad, también tocaba a arrebato y luego daba toques según los barrios, pues a cada uno de ellos se le atribuía un número de campanadas.
Consta, en latín, la siguiente inscripción: 

he aquí la cruz del Señor. Huid enemigos. Venció el león de la Tribu de Judá y de la raíz de David.

|                                                |
| Torre del Concejo, reloj oficial de la ciudad. |

|                          |
| Exterior, vista parcial. |